# 薛荣
薛荣（1958年5月—），女，河南郑州人，中华人民共和国企业家，河南圆方集团总裁、党委书记。2018年被评为改革开放40年百名杰出民营企业家。

## 生平
1994年5月，薛荣带领16名下岗职工创办圆方保洁公司。
2002年12月加入中国共产党。2016年7月被中组部授予“全国优秀党务工作者”荣誉称号。